# Ford Transit
El Ford Transit es un modelo de vehículo comercial ligero producido por Ford Motor Company en Europa y en el Cono Sur desde 1953. La variante furgón mediana de la Transit disponible tanto en vehículo comercial como turismo es denominada como Ford Transit Custom o como Ford Tourneo Custom. 
Más de ocho millones de Ford Transit se han vendido, por lo que es la tercera camioneta más vendida de todos los tiempos y se han producido a través de cinco plataformas básicas (debutando en 1965, 1977, 1986, 2000 y 2013, respectivamente).

## El primer Transit (1953–1965)
La primera producción de Ford en llevar la insignia «Transit» era una furgoneta construida por Ford en Colonia en Alemania. Fue introducido en 1953 como FK 1000 (1000 kilogramos) con un motor cuatro en línea de 1,3 litros del Ford Taunus contemporáneo. En 1955 la capacidad del motor se agranda a 1,5 litros. Desde 1961 este vehículo se nombró Taunus Transit. La producción de este modelo cesó en 1965. El diseño fue de cabina adelantada (diseño frontal) con el motor instalado longitudinalmente con tracción trasera. Su competencia directa fue el Mercedes-Benz N1300, el DKW F1000 L y el Volkswagen Transporter.

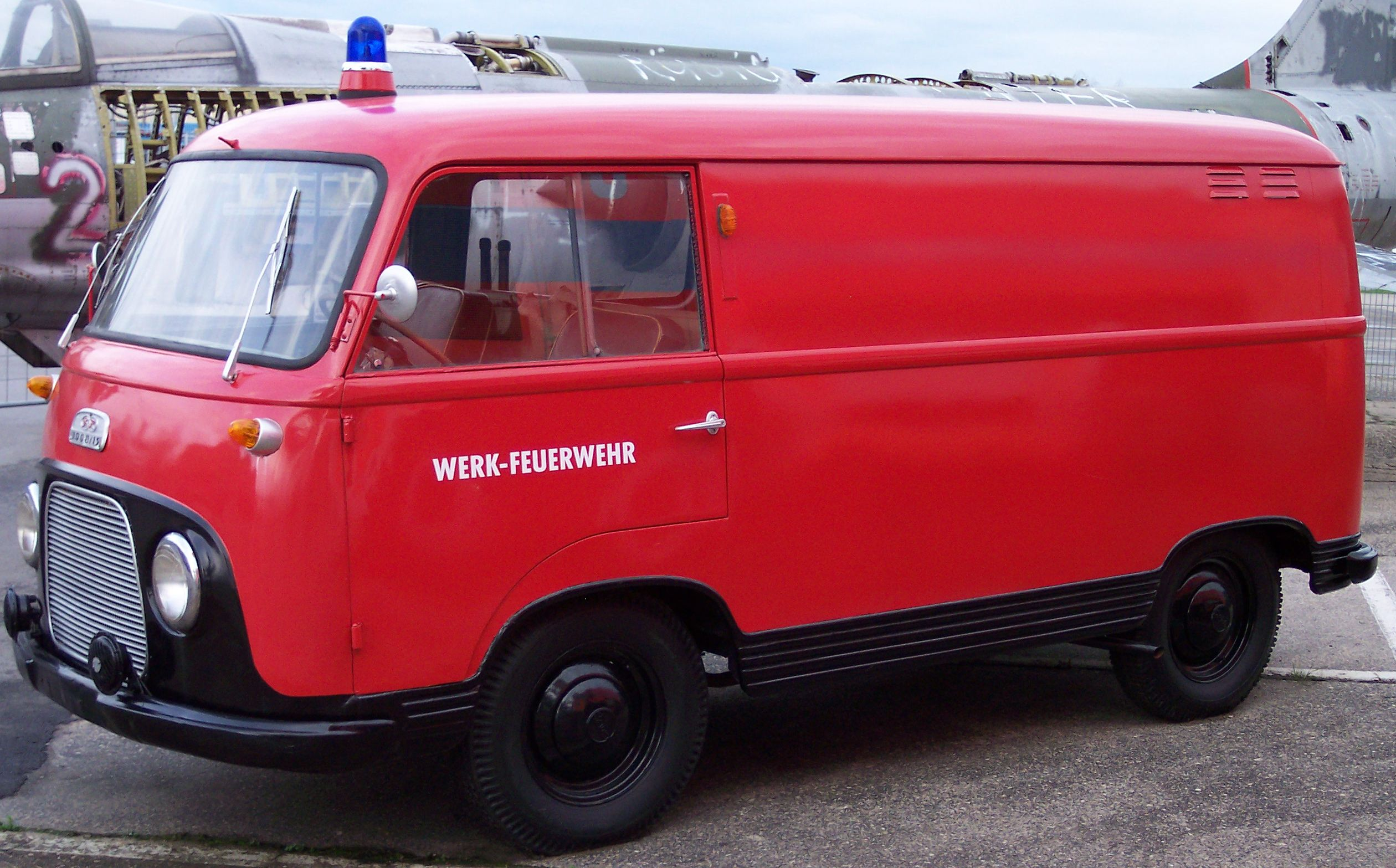
Ford Taunus Transit (1953–1965)

### Generaciones del modelo

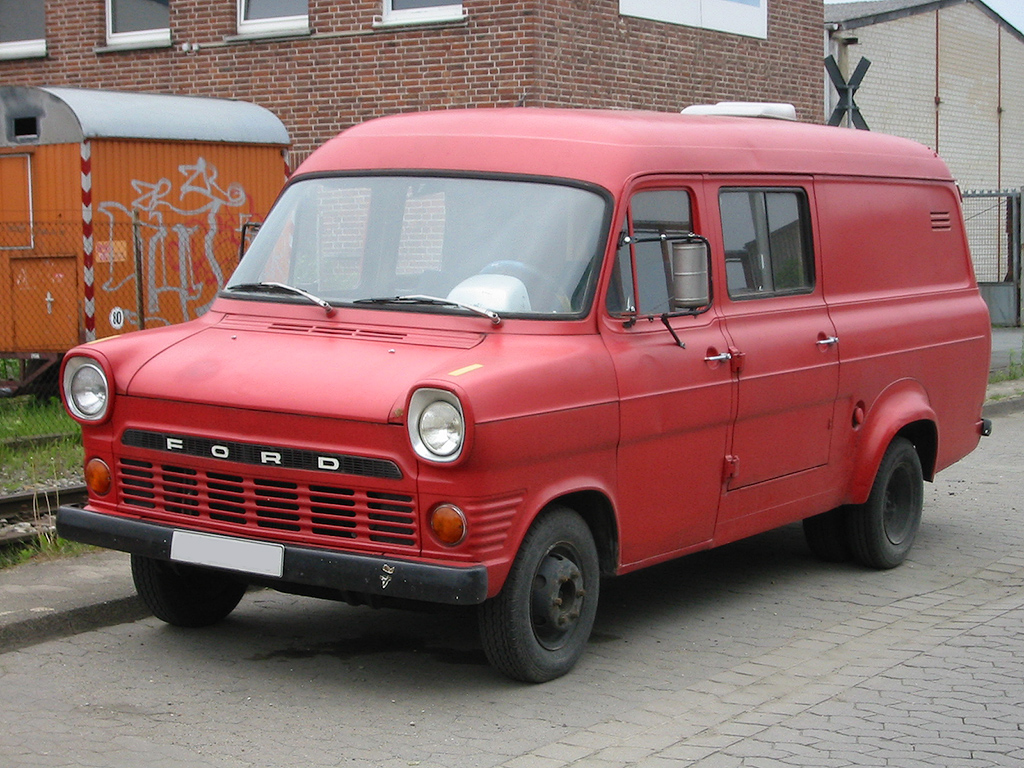
Primera generación (1965-1977)
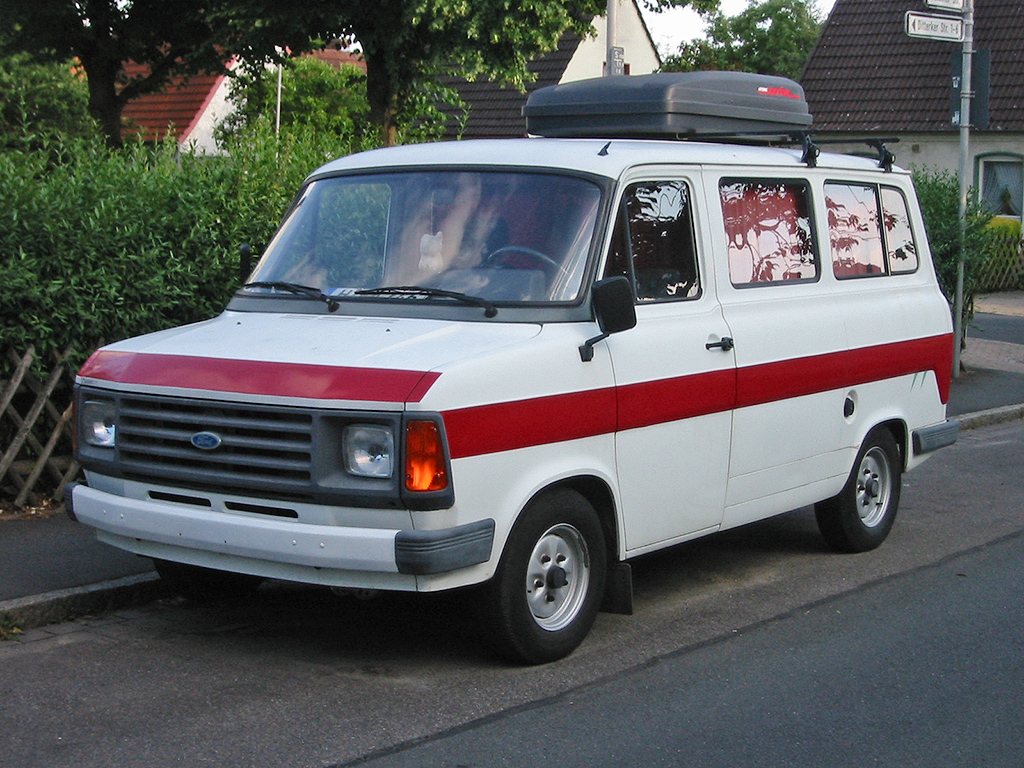
Segunda generación (1977-1986)
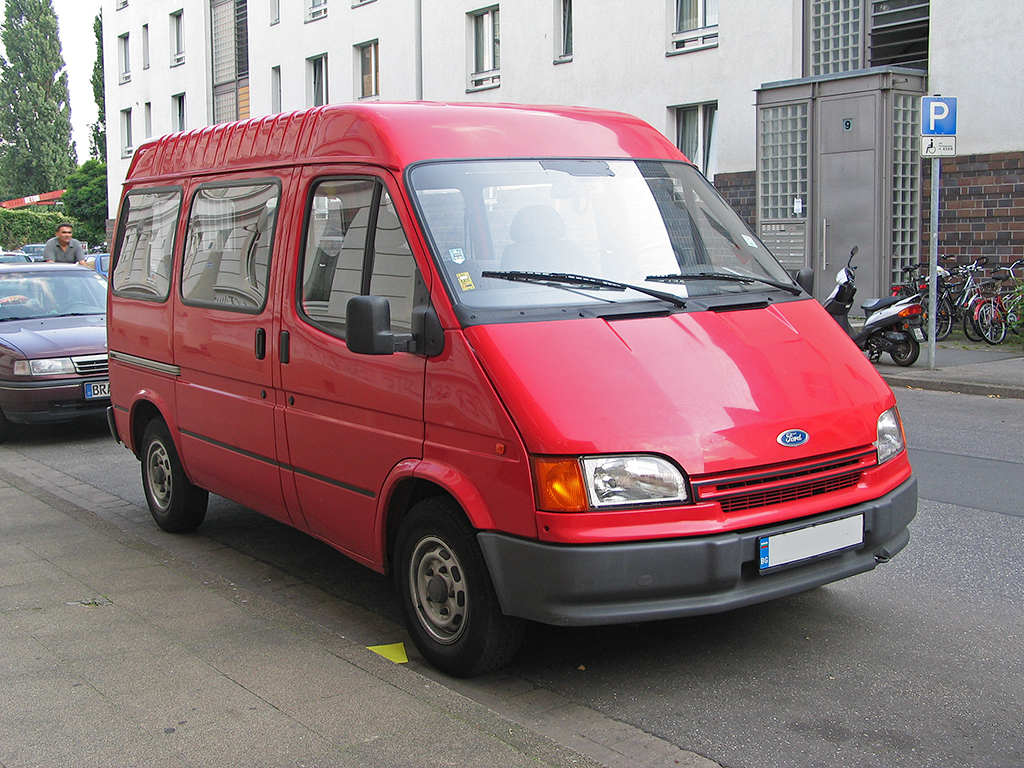
Tercera generación (1986-2000)
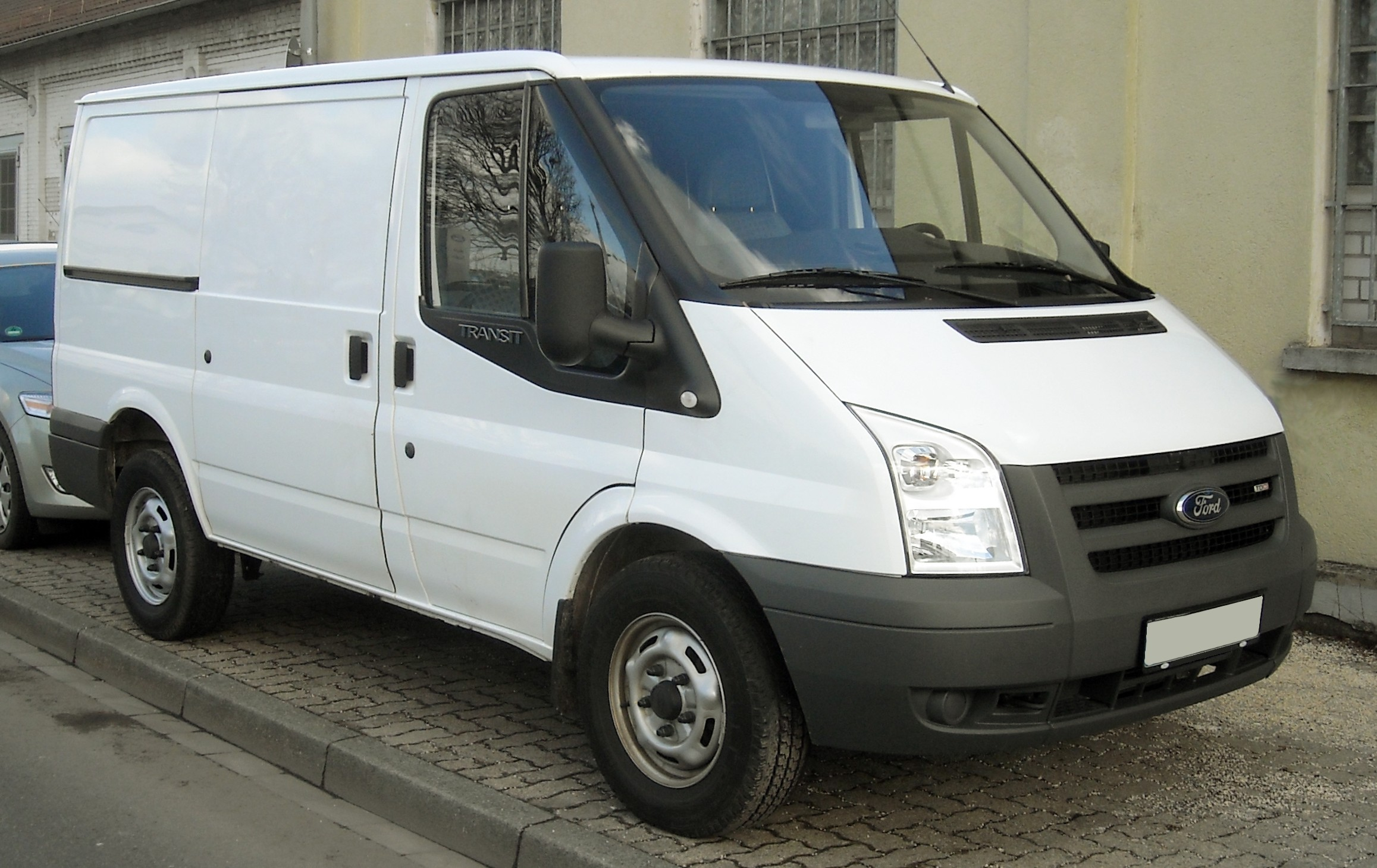
Cuarta generación (2000–2013)
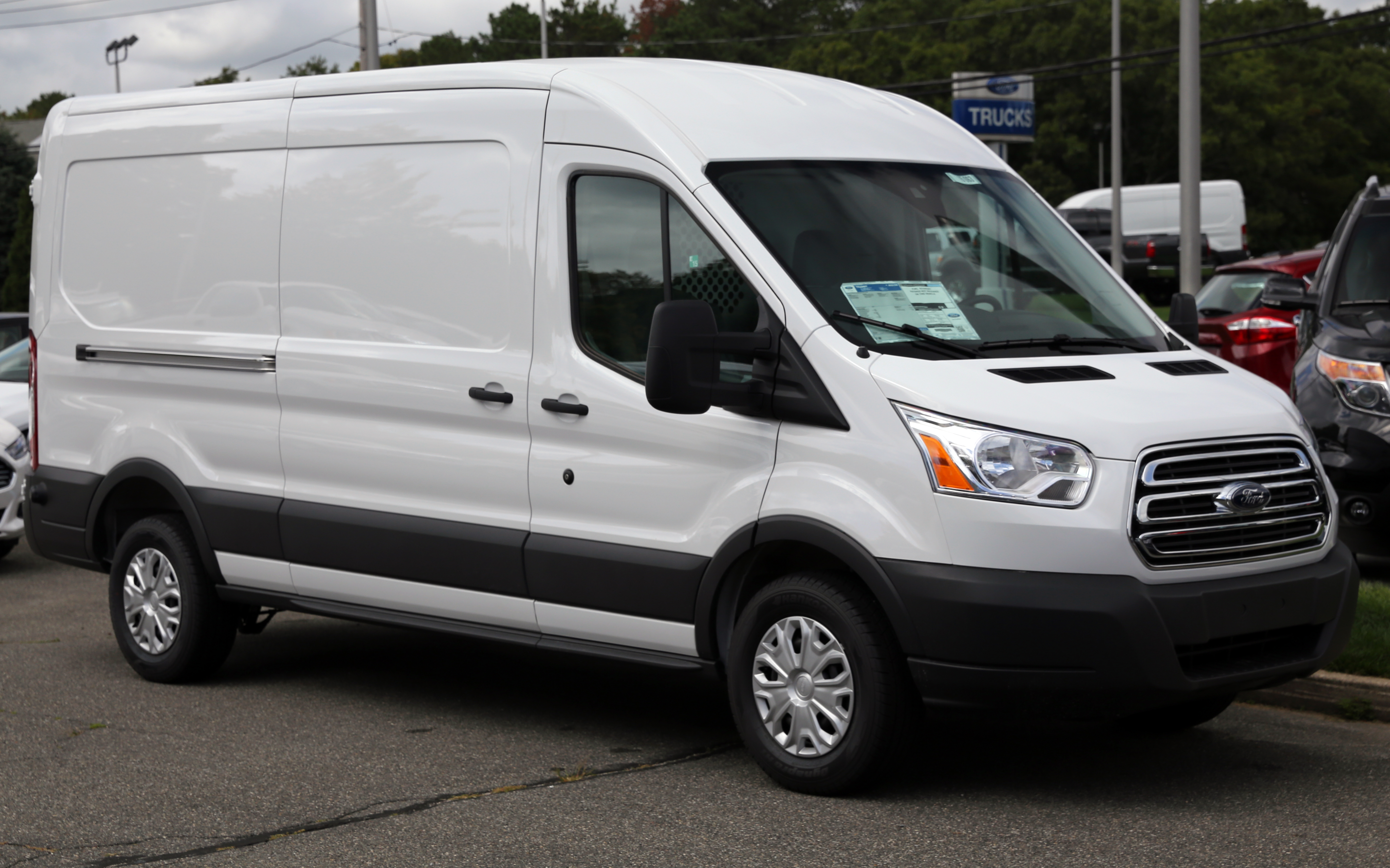
Quinta generación (2013-presente)

## Quinta generación

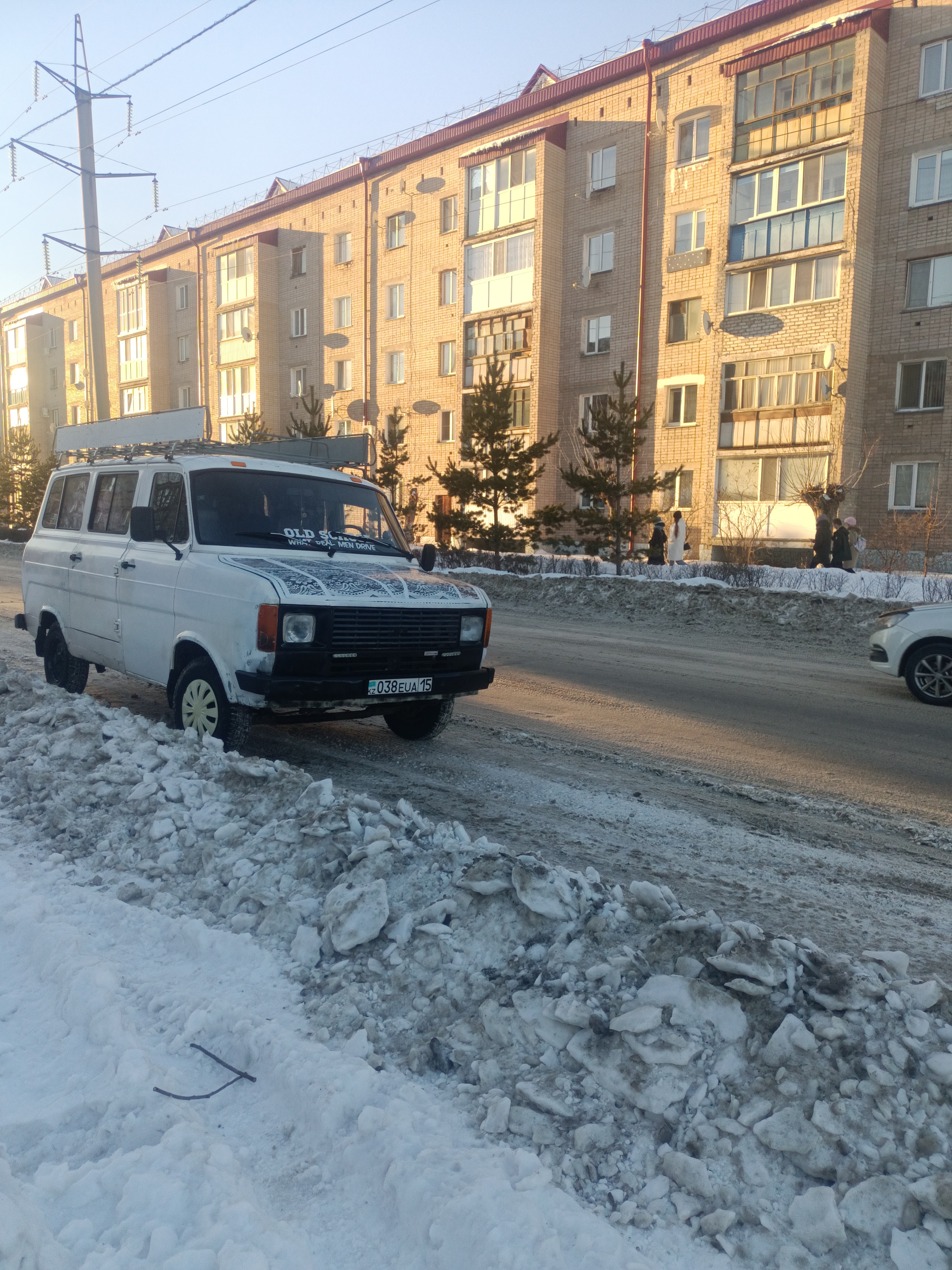
Ford Transit MK2 1982.

A finales de 2013 se lanzó la quinta generación de la serie Ford Transit; esta generación de Transit ha sido presentado oficialmente en enero de 2013 en el Salón del Automóvil de Detroit. El Transit es vehículo único desarrollado a nivel mundial, que está diseñado por Ford Europa y codesarrollado con Ford América del Norte.
La novedad del Ford Trasit con su predecesor es que está disponible con tracción delantera o trasera con el fin de cubrir las clases de peso y las diferentes necesidades de uso.
Las versiones más pequeñas y livianas sólo con tracción delantera y una carga útil de hasta una tonelada salieron a partir de septiembre de 2012 como Ford Transit Custom/Tourneo con un peso que va desde 2043 a 3085 kg.